# Banka Slovenije
Banka Slovenije je slovenska centralna in emisijska banka. Je nevladna ustanova, državnemu zboru pa je dolžna vsakih šest mesecev predložiti poročilo o svojem poslovanju. Banka ne posluje s fizičnimi in pravnimi osebami, temveč deluje kot nadzorni organ slovenskega bančnega sistema. Račun pri Banki Slovenije imajo le država, državne institucije, občine, banke, hranilnice in borznoposredniške družbe.

## O instituciji
Ustanovljena je bila 25. junija 1991 s sprejetjem Zakona o Banki Slovenije.
Banka Slovenije kot centralna banka Republike Slovenije skrbi predvsem za stabilnost valute in splošno likvidnost plačevanja v državi in do tujine. Za uresničitev teh nalog uravnava količino denarja v obtoku, skrbi za splošno likvidnost bank in hranilnic, predpisuje pravila za izvajanje jamstva za vloge občanov, opravlja posle za Republiko Slovenijo v skladu z zakonom, ter druge posle.
Republika Slovenija ima račun na Banki Slovenije, kamor priteka denar, ki ga država pobira z davki, in od koder denar odteka, ko država plačuje svoje obveznosti. RS se lahko pri Banki Slovenije zadolži največ do višine 5 % proračuna Republike Slovenije ali do petine načrtovanega proračunskega primanjkljaja. Vsa ta posojila mora država vrniti do konca leta.

## Guvernerji
Njen prvi guverner (1991−2001) je bil France Arhar, ki so mu sledili Mitja Gaspari (2001−2007), Marko Kranjec (2007−2013), Boštjan Jazbec (2013−2018), ki je svoj mandat končal predčasno in trenutno aktualni guverner Boštjan Vasle, ki je nastopil 9. januarja 2019.